# Плиска біла
Пли́ска бі́ла (Motacilla alba Linnaeus, 1758) — невеликий птах родини плискових. В Україні гніздовий перелітний вид.

## Поширення та місця існування
Гніздиться в більшій частині Європи, Азії та в північній Африці. Вид є осілим в найтепліших зонах свого ареалу, популяції більш прохолодних регіонів мігрують в Африку. Зустрічається також на Алясці.

## Опис
Тендітний птах завдовжки 16-19 см з характерним довгим хвостом. Маса тіла 20-24 г, довжина тіла біля 18 см. У дорослого самця в шлюбному вбранні верх сірий; лоб, щоки, покривні пера вух, боки шиї, груди і черево білі; тім'я, потилиця, задня частина шиї, горло і воло чорні; верхні покривні пера крил чорні; махові пера темно-бурі; хвіст чорний, на крайніх стернових перах біла барва; дзьоб і ноги чорні; у позашлюбному оперенні тім'я, потилиця і задня частина шиї сірі; горло біле; на волі широка чорна смуга. У дорослої самки в шлюбному оперенні тім'я і потилиця чорні, з домішкою сірого кольору; межа між чорним і сірим кольорами на задній частині шиї нечітка; у позашлюбному оперенні така, як позашлюбний дорослий самець. Молодий птах схожий на позашлюбного дорослого птаха.

## Гніздування
Гніздо будує в заглибленнях, наприклад, в тріщинах стін, дуплах дерев, під дахом будівель, в складах дров. Відкладає 5-6 білуватих з темно-сірими крапками яєць, часто двічі за сезон, які висиджує самиця протягом 12-14 днів. Пташенят годують обоє батьків. За приблизно 15 діб пташенята вже мають пір'я.

## Галерея
- Motacilla alba

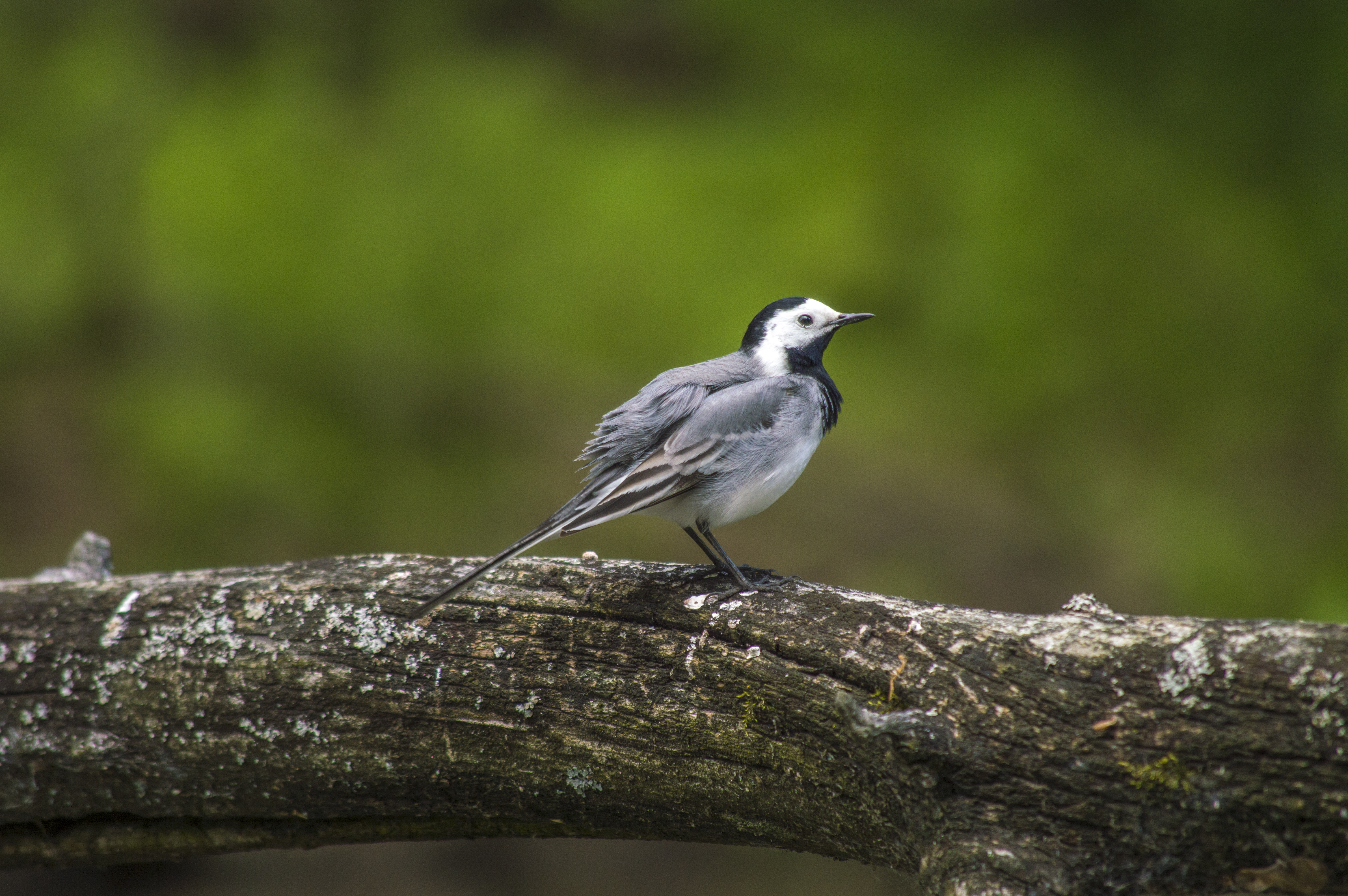
Плиска біла в ботанічному заказнику Байрак (Ізюмський район Харківської області)
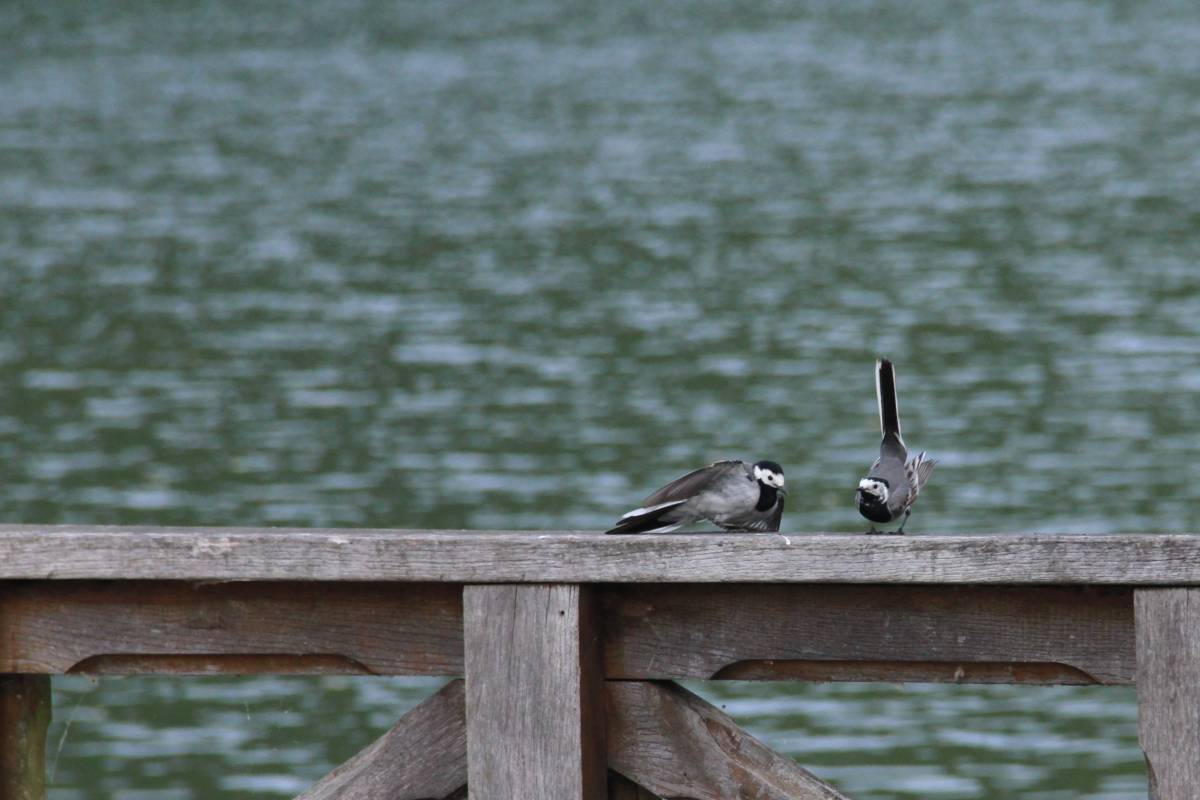
Плиска біла (M. alba yarrellii) - танець перед спарюванням
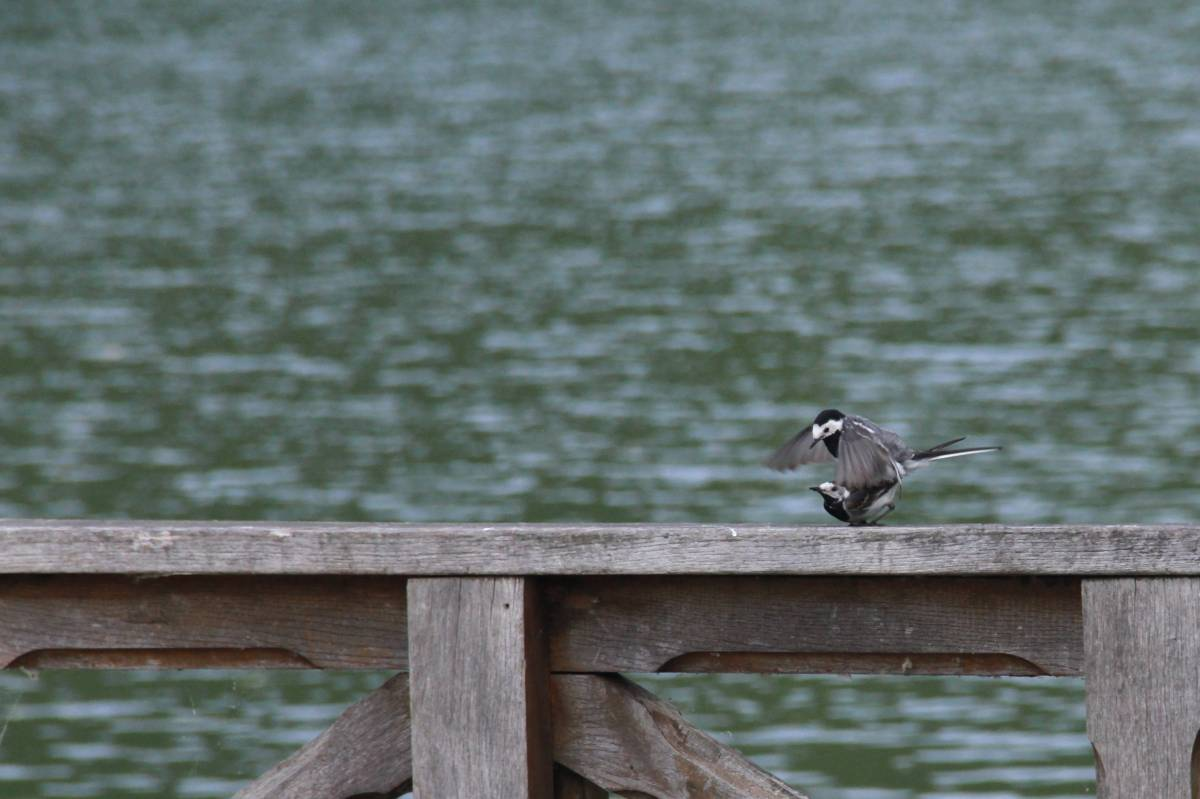
Плиска біла (M. alba yarrellii) - спарювання
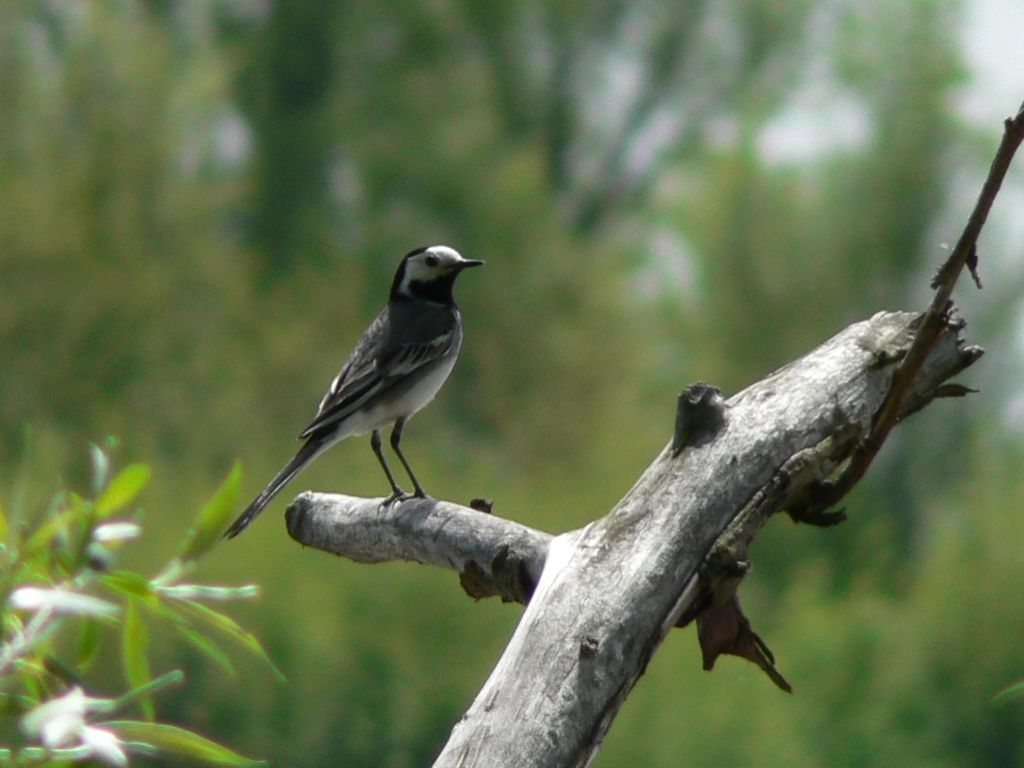
Плиска біла (гібрид між підвидами yarrelii та alba?)
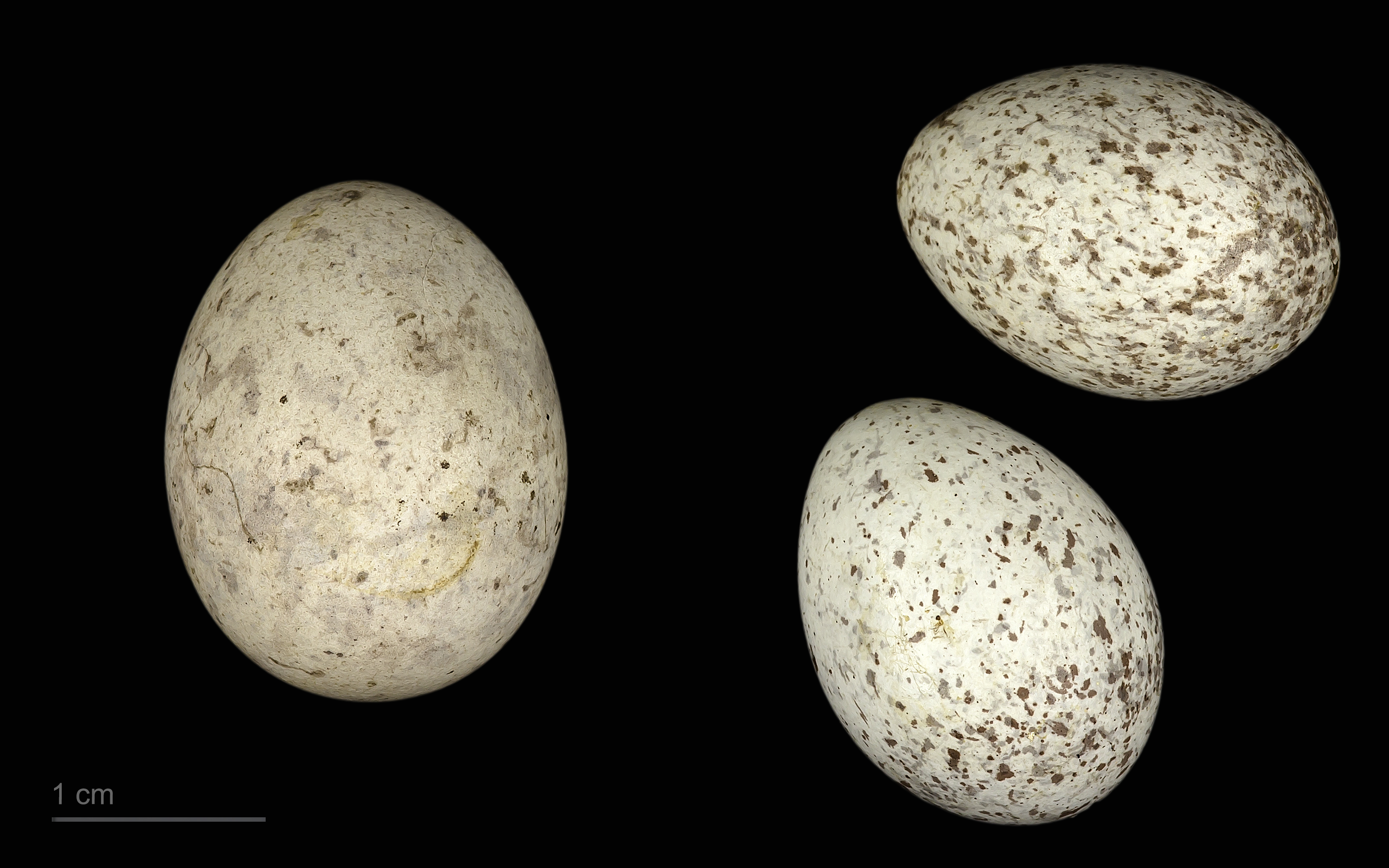
яйце Cuculus canorus canorus + Motacilla alba - Тулузький музей
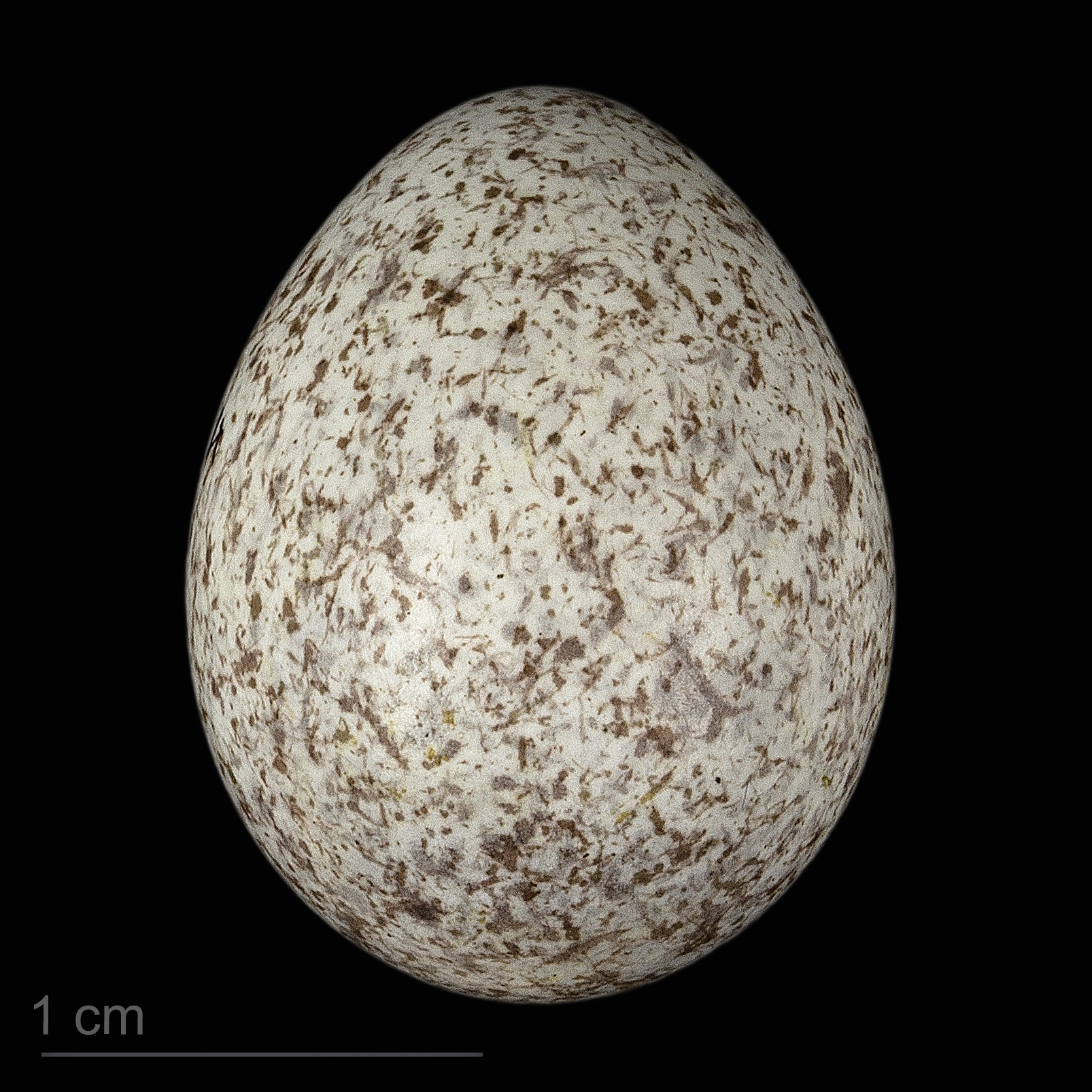
яйцо Motacilla alba alba - Тулузский музеум